# شهرستان ژنفنگ
شهرستان ژنفنگ (به لاتین: Zhenfeng County) یک شهرستان‌های جمهوری خلق چین در چین است که در کیانشینان واقع شده‌است.